# カインコンプレックス
カイン・コンプレックスとは、Frances F. Schachterら（1976年）が提唱した精神分析の概念であり、兄弟姉妹間における激しい競争心や嫉妬、そしてそれに伴う心理的葛藤を説明するためのものである。この概念は、カール・グスタフ・ユングの理論を基に発展したとされており、特に親や他者からの評価が不平等であると感じる状況で顕著に現れる。

## 概論
「カインコンプレックス」は、兄弟姉妹間における激しい競争心や嫉妬、そしてそれに伴う心理的葛藤を説明するための心理学的概念である。特に、親や他者からの評価が不平等であると感じる状況で、このコンプレックスは顕著に現れる。
旧約聖書の『創世記』に記されているカインとアベルの物語は、この現象の象徴的な例とされる。兄のカインは農作物を、弟のアベルは羊の初子を神に捧げた。しかし、神はアベルの供え物に目を留めたが、カインの供え物には目を留めなかった。この出来事により、カインは激しい怒りと嫉妬を抱き、最終的に弟を殺害するに至った。

「羊の群れの中から肥えた初子を神に献げた。主はアベルとその献げ物に目を留められたが、カインとその献げ物には目を留められなかった。カインは激しく怒って顔を伏せた。」（『創世記』4章4-5節、日本聖書協会『聖書 新共同訳』）

この物語は、兄弟姉妹間の比較や競争が深刻な心理的葛藤や破壊的な行動を引き起こす可能性を示している。特に、親や権威者からの評価が不平等であると感じると、嫉妬や憎悪といった感情が増幅される。

## 心理学的視点
「カイン・コンプレックス」の概念は、Schachterら（1976）の研究において初めて提唱された。彼らの論文「兄弟姉妹の去同一化（Sibling Deidentification）」では、兄弟姉妹が成長の過程で自己と他者との違いを強調する「去同一化」のプロセスを経ることがあると述べている。これは、同じ家庭内で親の愛情や評価を巡る競争を避け、自身の独自性を確立する手段として機能する。
カインとアベルの物語に当てはめると、カインが弟と自己を差別化し、独自のアイデンティティや価値観を見出していたならば、神からの評価に対する嫉妬や競争心は軽減された可能性がある。去同一化のプロセスは、兄弟姉妹間の破壊的な競争を抑制し、それぞれが親からの評価や愛情に過度に依存しない自己価値を形成することを促す。

## フロイトとユングの視点
ジークムント・フロイトは、エディプス・コンプレックスの一側面として兄弟姉妹間の葛藤を捉えた。彼は、子どもが親の愛情や関心を独占しようとする過程で、兄弟姉妹に対して無意識的な嫉妬や敵意を抱くことを指摘している。フロイトは、文豪ゲーテの幼児期の記憶を分析し、一見無害な行為の中に兄弟姉妹への攻撃的な感情が潜んでいることを明らかにした。
一方、カール・グスタフ・ユングは、集団的無意識とアーキタイプ（元型）の概念を通じて、神話や宗教的物語が人間の心理に与える影響を強調した。ユングは、カインとアベルの物語を兄弟間の葛藤の象徴として解釈し、人間の心の深層に存在する普遍的なテーマとして位置づけた。彼は、この物語が個人の内的葛藤や自己実現のプロセスを理解する上で重要であると考えた。
カイン・コンプレックスの起源と学術的背景
「カイン・コンプレックス」という用語は、Schachterらによる1976年の論文「兄弟姉妹の去同一化（Sibling Deidentification）」において初めて使用された。この研究では、兄弟姉妹間の競争や自己差別化のプロセスを分析し、カインとアベルの物語を象徴的な例として取り上げている。
日本では、河合隼雄氏などの心理学者によってこの概念が紹介され、兄弟姉妹間の心理的葛藤や競争心を理解する上で重要な理論として受け入れられた。しかし、一部の文献でこの概念の起源が誤って伝えられていることがある。
正確な理解を深めるためには、「カイン・コンプレックス」はSchachterらの研究に由来する概念であり、ユングが初めて提唱したものではないことを認識することが重要である。

## まとめ
「カイン・コンプレックス」は、兄弟姉妹間の競争や嫉妬が極端な形で表出する現象を指し、個人の心理的発達や家庭内の力動における重要な要素として研究されている。Schachterらの研究は、兄弟姉妹が異なる自己像や役割を持つことが、親からの愛情や評価の不均衡による心理的ストレスを軽減し、健全な関係性を維持する上で重要であることを示唆している。また、フロイトやユングの理論は、このコンプレックスの深層心理や象徴的な意味を理解するための重要な視点を提供している。